# والدو توبلر

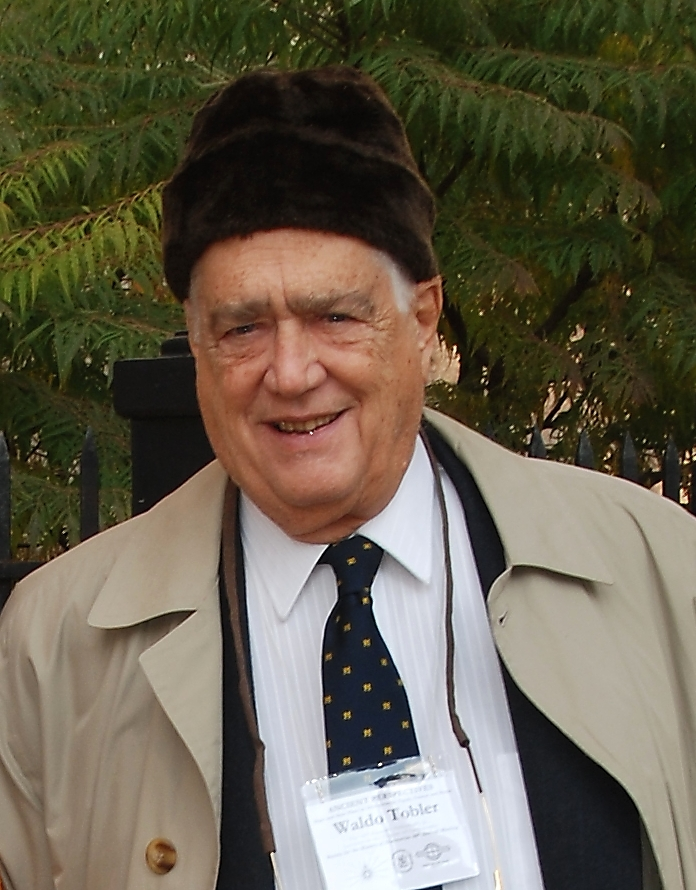
والدو توبلر أمام مكتبة نيوبيري. شيكاغو، نوفمبر 2007

والدو رودولف توبلر (بالإنجليزية: Waldo R. Tobler)‏ (16 نوفمبر 1930  - 20 فبراير 2018)  عالم جغرافي ورسام خرائط أمريكي سويسري. يشار إلى فكرة توبلر بأن «كل شيء مرتبط بكل شيء آخر، ولكن الأشياء القريبة مرتبطة أكثر من الأشياء البعيدة»  ويشار إليها باسم «القانون الأول للجغرافيا». وقد اقترح قانونًا ثانيًا أيضًا: «إن الظاهرة الخارجية لمجال اهتمام تؤثر على ما يدور في الداخل». كان توبلر أستاذًا نشطًا متقاعدًا في جامعة كاليفورنيا، قسم الجغرافيا في سانتا باربرا حتى وفاته.

## خلفية أكاديمية
في عام 1961، حصل توبلر على شهادة الدكتوراه. في قسم الجغرافيا في جامعة واشنطن في سياتل. في واشنطن، شارك في الثورة الكمية التي قادها وليام جاريسون في الجغرافيا في أواخر الخمسينات. بعد التخرج، أمضى توبلر عدة سنوات في جامعة ميشيغان. حتى تقاعده، شغل منصب أستاذ الجغرافيا وأستاذ الإحصاء في جامعة كاليفورنيا، سانتا باربرا. منحته جامعة زيورخ، سويسرا، دكتوراه فخرية عام 1988.

## hنظر أيضا
- قانون الجغرافيا الأول